# Roger Rees

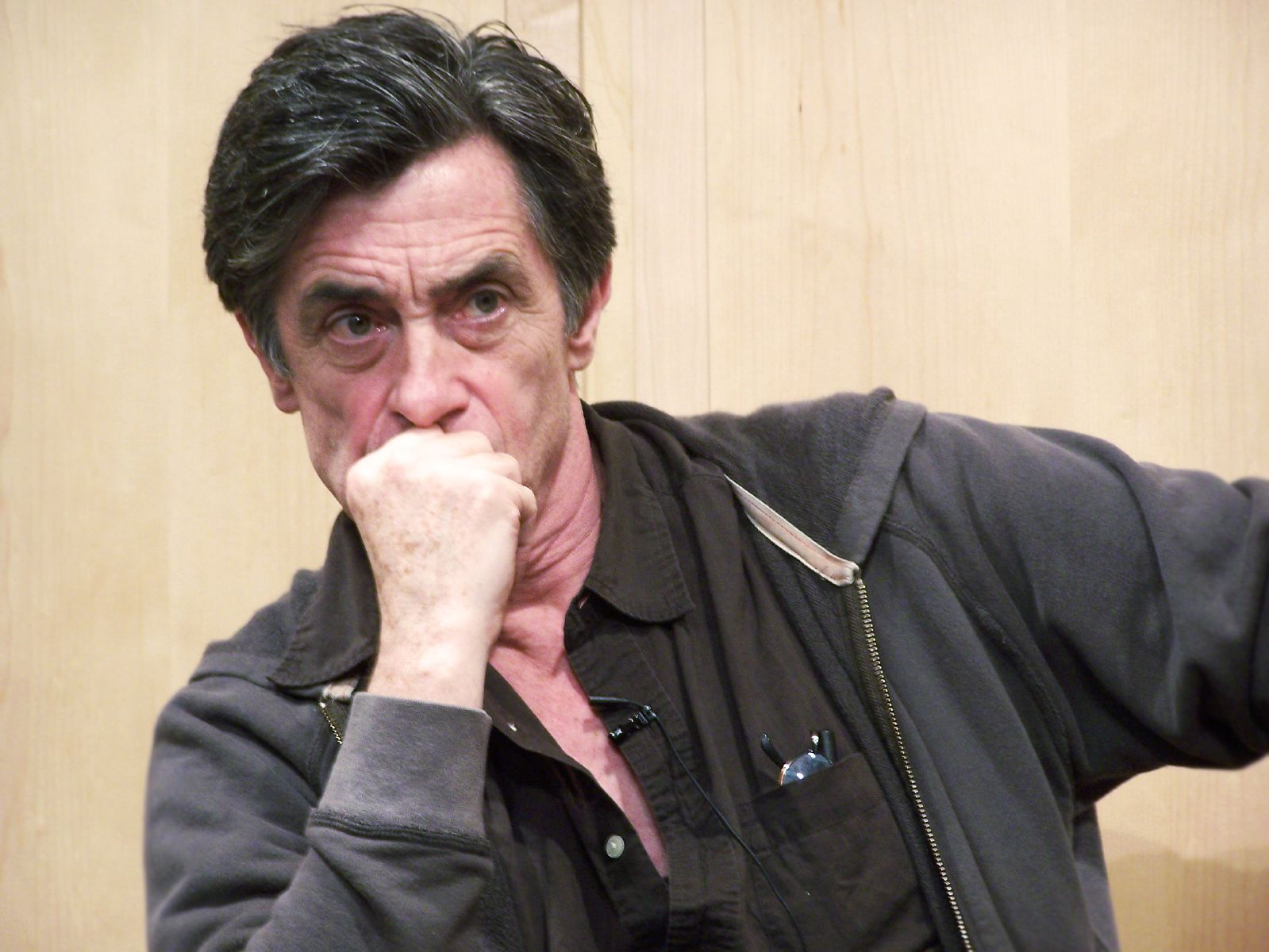
Roger Rees (2004)

Roger Rees (* 5. Mai 1944 in Aberystwyth, Wales; † 10. Juli 2015 in New York City, New York) war ein britisch-US-amerikanischer Schauspieler.

## Leben
Roger Rees wurde 1944 in Wales geboren. Er arbeitete seit 1968 als Schauspieler bei der Royal Shakespeare Company. Für seine Darstellung der Titelrolle in der Londoner Inszenierung von The Life and Adventures of Nicholas Nickleby, einem achteinhalbstündigen Theaterstück nach dem Roman Nicholas Nickleby von Charles Dickens, erhielt er 1980 den Olivier Award. Für die Produktion desselben Stücks am New Yorker Broadway wurde er 1982 mit dem Tony Award ausgezeichnet. Für seine Darstellung in der Fernsehfassung wurde er zudem für einen Emmy nominiert. In einigen Folgen der Fernsehserie Cheers spielte Rees Ende der 1980er-Jahre neben Kirstie Alley und hatte 1993 in Mel Brooks’ Robin Hood – Helden in Strumpfhosen die Rolle des Sheriff von Nuttingham.
Neben seiner Theaterarbeit spielte Rees in zahlreichen Fernsehserien größere und kleinere Rollen und seit 2002 wieder in Spielfilmen. Seine Filmografie umfasst rund 90 Produktionen.
Roger Rees starb am 10. Juli 2015 an einem Hirntumor, dessen Diagnose er im Frühjahr 2014 erhalten hatte.

## Filmografie (Auswahl)
- 1976: Bouquet of Barbed Wire (Fernsehserie, 3 Folgen)
- 1982: Unglaubliche Freunde
- 1983: Star 80
- 1984: Charles Dickens’ Weihnachtsgeschichte (A Christmas Carol)
- 1986: William Tyndale – Geächtet im Namen Gottes (God’s Outlaw: The Story of William Tyndale)
- 1989–1993: Cheers (Fernsehserie, 17 Folgen)
- 1990: 7 für die Gerechtigkeit (The Young Riders, Fernsehserie, Folge 1x15)
- 1991: Teen Agent – Wenn Blicke töten könnten (If Looks Could Kill)
- 1992: Stop! Oder meine Mami schießt! (Stop! Or My Mom Will Shoot)
- 1993: Robin Hood – Helden in Strumpfhosen (Robin Hood: Men in Tights)
- 1994: Willkommen im Leben (My So-Called Life, Fernsehserie, Folge 1x06)
- 1994–1997: M.A.N.T.I.S. (Fernsehserie, 22 Folgen)
- 1996: The Substance of Fire
- 1996: Titanic
- 1997: Boston College (Boston Common, Fernsehserie, 8 Folgen)
- 1999: Ein Sommernachtstraum (A Midsummer Night’s Dream)
- 1999: Double Platinum – Doppel Platin! (Double Platinum)
- 1999: Freunde bis zum Tod (The Bumblebee Flies Anyway)
- 2000: The Crossing – Die entscheidende Schlacht (The Crossing)
- 2000–2005: The West Wing – Im Zentrum der Macht (The West Wing, Fernsehserie, 5 Folgen)
- 2001: Oz – Hölle hinter Gittern (Oz, Fernsehserie, Folge 4x09)
- 2002: The Education of Max Bickford (Fernsehserie, Folge 1x19)
- 2002: The Scorpion King
- 2002: Frida
- 2002: Club der Cäsaren (The Emperor’s Club)
- 2003: Veritas: The Quest (Fernsehserie, 2 Folgen)
- 2003: Law & Order (Fernsehserie, Folge 13x20)
- 2005–2006: Related (Fernsehserie, 2 Folgen)
- 2006: Der rosarote Panther (The Pink Panther)
- 2006: Garfield 2 (Garfield: A Tail of Two Kitties)
- 2006: Prestige – Die Meister der Magie (The Prestige)
- 2007: Grey’s Anatomy (Fernsehserie, 3 Folgen)
- 2007: Invasion (The Invasion)
- 2009: Criminal Intent – Verbrechen im Visier (Law & Order: Criminal Intent, Fernsehserie, Folge 8x15)
- 2009–2011, 2013: Warehouse 13 (Fernsehserie, 7 Folgen)
- 2010: Good Wife (The Good Wife, Fernsehserie, Folge 2x09)
- 2012, 2014: Elementary (Fernsehserie, 2 Folgen)
- 2013: The Middle (Fernsehserie, Folge 4x14)
- 2015: Forever (Fernsehserie, Folge 1x13)
- 2015: Survivor